# День святого Георгия
Статья — о церковном праздновании. О славянской обрядности см. статьи Егорий Вешний и Егорий Осенний 

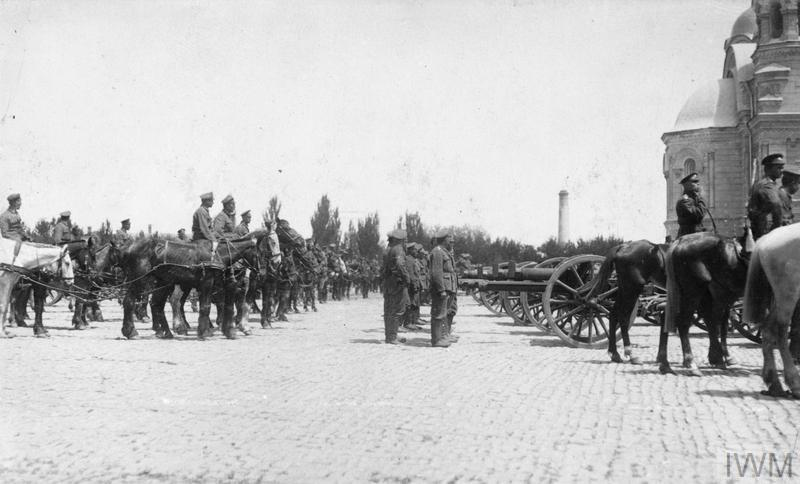
Новочеркасск, III Донской корпус на параде, в честь Дня Святого Георгия.

День Святого Георгия (День памяти святого великомученика Георгия Победоносца) — христианские дни почитания Святого Георгия.
23 апреля (6 мая) — общехристианский церковный праздник, в день смерти Святого, согласно каноническому житию, мученически погибшего в этот день в 303 (304) году нашей эры, во времена Великого гонения на христиан. Другие дни почитания — 3 (16) ноября, 10 (23) ноября, 26 ноября (9 декабря).

## Памятные даты в Православном церковном календаре
- 23 апреля (6 мая) — день памяти Святого Славного Великомученика, Победоносца и Чудотворца Георгия[1].
- 3 (16) ноября — день памяти обновления (освящения) Георгиевского храма в Лидде (IV)[2]. Согласно преданию, святой Георгий захоронен в городе Лод (в прошлом Лидда), в Израиле.
- 10 (23) ноября — день памяти колесования великомученика Георгия (303) (Груз.)[3]. Мученичества святого Георгия переведены на многие языки и содержат различные подробности о перенесенных святым страданиях. Грузинская Православная Церковь особо чтит чудо избавления Святого Георгия от страшных мучений на пыточном колесе[4].
- 26 ноября (9 декабря) — день памяти об освящении Георгиевского храма в Киеве (1051—1054). Великий строитель русской государственности и русской военной мощи князь Ярослав Мудрый воздвиг этот храм в честь своего покровителя Святого Георгия Победоносца и день освящения киевского Георгиевского храма, совершённого 26 ноября 1051 года Святителем Иларионом, митрополитом Киевским и всея Руси, навсегда вошел в литургическую сокровищницу Церкви как особый церковный праздник — Юрьев день — любимый русским народом "Осенний Егорий".

В России до 1592 года, когда в рамках процесса закрепощения крестьян был принят указ об окончательном запрете крестьянского перехода от одного землевладельца к другому, крестьяне могли пользоваться правом «Крестьянского выхода» на переход от одного феодала к другому. Судебник 1497 года устанавливал ограниченный ежегодный срок крестьянского выхода за неделю до Егория Осеннего (Юрьев день) — день народного календаря у славян, приходящийся на 26 ноября — и неделю после него.
Считается, что именно после отмены права на Крестьянский выход в осенний Юрьев день и возникло выражение «Вот тебе, бабушка, и Юрьев день», как выражение сожаления и обиды по поводу обманутых ожиданий и крушения надежд. В это же время появилось слово «объегорить», означающее «обмануть», поскольку Святого Георгия в народе звали Егорием.
26 ноября 1769 года императрицей Екатериной Великой был учрежден Орден Святого Великомученика и Победоносца Георгия. С этого времени традиционно отмечался праздник георгиевских кавалеров, во время которого чествовали офицеров и солдат, награжденных высшей военной наградой империи.
30 ноября 1918 года  Верховным Правителем Российского государства и Верховным Главнокомандующим Русской Армии адмиралом А. В. Колчаком был подписан приказ № 110 о праздновании 26 ноября Дня георгиевских кавалеров. В приказе предписывалось «считать этот день праздником всей Русской Армии, доблестные представители которой высокими подвигами, храбростью и мужеством запечатлели свою любовь и преданность нашей Великой Родине на полях брани. День сей торжественно праздновать ежегодно во всех воинских частях и командах».
С 2007 года 9 декабря отмечается День Героев Отечества.